# Kapela sv. Vida, Strehovci
Kapela svetega Vida je kapela, ki stoji blizu kraja Strehovci v župniji Bogojina in Občini Dobrovnik.
Je ena najznamenitejših kapel v pokrajini, saj se na »proščenju« zbere pri njej tudi do 15.000 ljudi. Svetišče stoji na gozdni jasi pri Bukovniškem jezeru.
Zgrajena je bila že leta 1828. Verni ljudje prihajajo k svetišču kot romarji iskat zdravja za oči, ki si jih umivajo pri studenčku zraven kapele. Vodo nosijo tudi domov.
Prizore iz življenja sv. Vida je v notranjosti upodobil slikar Janez Mežan.

## Arhitektura
Kapela z zvonikom nad glavno fasado je polkrožno zaključena. Poslikal jo je slikar Janez Mežan (1897–1972). Spada v prvo tretjino 20. stoletja.V zvoniku sta dva zvonova.